# Chaplin Head
Das Chaplin Head ist eine erhabene Landspitze am westlichen Ende von Südgeorgien. Dort liegt sie an der Südküste zwischen dem Undine Harbor und der Schlieper Bay.
Wissenschaftler der britischen Discovery Investigations kartierten sie 1926 und benannten den Hügel oberhalb der Landspitze als Sharp Peak. Nach den Vermessungen des South Georgia Survey zwischen 1951 und 1957 erfolgte die Umbenennung nach Lieutenant Commander John M. Chaplin (1888–1977) von der Royal Navy, Vermessungsoffizier auf der RRS Discovery von 1925 bis 1927 und Leiter der hydrographischen Vermessungsmannschaft auf Südgeorgien von 1928 bis 1930.